# 臨沂市
臨沂市（りんぎ/リンイーし、簡体字: 临沂、拼音: Línyí）は、中華人民共和国山東省東南部に位置する地級市。市名は沂水（ぎすい）という河川に由来する。中国でも10位以内に入る人口規模を有す行政区であり、人口の99.67%が漢族で、その他30以上の少数民族が各地から集まっている。山東省で面積・人口共に最大の地級市。

## 地理
面積 17,184 平方km。市域は東経117度24分から119度11分、北緯34度22分から36度22分にかけて広がり、東西161km、南北228kmにわたる。市域内は山地、丘陵、平野が平均的に広がっており、それぞれの割合はほぼ同じである。蒙山は山東省内では泰山に次いで高い山地であり、険しい峰と豊かな森林からなる景観は泰山にも劣らない。市内には東西に、山東省第二の大河・沂河が流れる。気候は温暖で四季は明確であり、降水量は多い。
東は日照に接し、東南部では黄海に面している。北東は濰坊に、北は淄博に、北西は泰安に、西は済寧に、南西は棗荘にそれぞれ接している。南は江蘇省で、徐州および連雲港に隣接している。

## 歴史
臨沂地域の歴史は2400年以上に及ぶ。秦から北宋時代にかけて、この地には琅邪郡（ろうやぐん）があった。1970年には、漢代の墓から孫武の書物（孫子）が出土している（竹簡孫子）。

## 行政区画
3市轄区・9県を管轄する。
- 市轄区：
  - 蘭山区・羅荘区・河東区
- 県：
  - 郯城県・蘭陵県・莒南県・沂水県・沂南県・蒙陰県・平邑県・費県・臨沭県

| 臨沂市の地図                                                                      |
| --------------------------------------------------------------------------------- |
| 蘭山区 羅荘区 河東区 沂南県 郯城県 沂水県 蘭陵県 費県 平邑県 莒南県 蒙陰県 臨沭県 |

### 年表
この節の出典

#### 魯中南行政区浜海専区
- 1949年10月1日 - 中華人民共和国山東省魯中南行政区浜海専区が成立。新海連市・臨沂県・臨沭県・竹庭県・莒南県・郯城県・東海県・日照県・莒県が発足。(1市8県)
- 1950年5月9日 
  - 新海連市・臨沂県・臨沭県・竹庭県・郯城県・東海県が臨沂専区に編入。
  - 莒南県・日照県・莒県が沂水専区に編入。

#### 魯中南行政区沂蒙専区
- 1949年10月1日 - 中華人民共和国山東省魯中南行政区沂蒙専区が成立。沂水県・蒙陰県・莒沂県・沂南県・沂源県・蒙山県が発足。(6県)
- 1950年5月9日 - 沂水県・蒙陰県・莒沂県・沂南県・沂源県・蒙山県が沂水専区に編入。

#### 沂水専区
- 1950年5月9日 - 魯中南行政区浜海専区莒南県・日照県・莒県、魯中南行政区沂蒙専区沂水県・蒙陰県・莒沂県・沂南県・沂源県・蒙山県を編入。沂水専区が成立。(9県)
- 1952年1月 (9県)
  - 莒沂県の一部が沂源県・沂水県に分割編入。
  - 沂水県の一部が蒙陰県・沂源県に分割編入。
- 1952年3月18日 - 蒙山県が滕県専区平邑県、臨沂専区費県に分割編入。(8県)
- 1953年7月2日
  - 日照県が膠州専区に編入。
  - 沂水県・沂南県・沂源県・蒙陰県・莒沂県・莒県・莒南県が臨沂専区に編入。

#### 臨沂地区
- 1950年5月9日 - 魯中南行政区浜海専区新海連市・臨沂県・臨沭県・竹庭県・郯城県・東海県、魯中南行政区台棗専区費県・邳県・蒼山県・趙鎛県・蘭陵県を編入。臨沂専区が成立。(9県)
  - 趙鎛県が蒼山県に編入。
  - 新海連市・東海県が合併し、新海県が発足。
  - 竹庭県が贛楡県に改称。
- 1950年11月18日 - 新海県が市制施行し、地級市の新海連市に昇格。(8県)
- 1950年12月6日 - 新海連市を編入。新海連市が県級市に降格。(1市8県)
- 1951年6月16日 - 新海連市の一部が分立し、東海県が発足。(1市9県)
- 1952年3月18日 (1市9県)
  - 沂水専区蒙山県の一部が費県に編入。
  - 徐州市銅山県の一部が蘭陵県に編入。
- 1952年11月25日 - 新海連市・贛楡県・東海県・邳県が江蘇省に編入。(6県)
- 1953年7月2日 - 沂水専区沂水県・沂南県・沂源県・蒙陰県・莒沂県・莒県・莒南県、滕県専区平邑県を編入。(12県)
  - 莒沂県が沂水県・莒県・沂源県に分割編入。
  - 蘭陵県が蒼山県、済寧専区嶧県、江蘇省徐州専区邳県に分割編入。
  - 滕県専区白彦県の一部が平邑県に編入。
  - 沂水県の一部が莒県・沂南県に分割編入。
- 1953年8月15日 (12県)
  - 臨沭県の一部が江蘇省徐州専区贛楡県に編入。
  - 江蘇省徐州専区東海県の一部が臨沭県・郯城県に分割編入。
  - 郯城県の一部が江蘇省徐州専区東海県・邳県・新沂県に分割編入。
  - 江蘇省徐州専区邳県の一部が郯城県・蒼山県に分割編入。
- 1954年3月26日 - 郯城県の一部が江蘇省徐州専区東海県に編入。(12県)
- 1954年12月31日 (12県)
  - 蒙陰県の一部が泰安専区新泰県に編入。
  - 莒県の一部が膠州専区五蓮県に編入。
  - 蒼山県の一部が郯城県に編入。
- 1956年2月24日 - 膠州専区日照県を編入。(13県)
- 1956年2月 (13県)
  - 平邑県の一部が費県に編入。
  - 沂南県の一部が蒙陰県に編入。
  - 沂水県の一部が沂南県に編入。
- 1956年3月6日 - 臨沭県が郯城県・莒南県・臨沂県に分割編入。(12県)
- 1958年11月 (12県)
  - 蒼山県の一部が済寧専区嶧県に編入。
  - 沂水県の一部が昌濰専区安丘県に編入。
- 1958年12月20日 (1市10県)
  - 臨沂県が市制施行し、臨沂市となる。
  - 沂南県が莒県・蒙陰県・沂水県・臨沂市に分割編入。
- 1959年12月27日 - 蒼山県の一部が郯城県に編入。(1市10県)
- 1961年7月9日 (1市12県)
  - 臨沂市・郯城県の各一部が合併し、臨沭県が発足。
  - 沂水県・蒙陰県の各一部が合併し、沂南県が発足。
- 1963年1月 - 蒙陰県の一部が沂南県に編入。(1市12県)
- 1963年3月16日 - 臨沂市が県制施行し、臨沂県となる。(13県)
- 1966年 (13県)
  - 郯城県の一部(李荘公社の韓埠村・中埠村・王家埠村・禹王城村)が臨沂県に編入。
  - 臨沂県の一部(大唐荘村・小唐荘村・西唐荘村・王沙溝村)が郯城県に編入。
- 1967年2月 - 臨沂専区が臨沂地区に改称。(13県)
- 1971年4月26日 - 臨沭県の一部が江蘇省徐州地区贛楡県・東海県に分割編入。(13県)
- 1983年8月30日 - 臨沂県が市制施行し、臨沂市となる。(1市12県)
- 1985年3月22日 - 日照県が市制施行し、日照市となる。(2市11県)
- 1985年9月4日 - 沂南県の一部が蒙陰県に編入。(2市11県)
- 1989年6月12日 - 日照市が地級市の日照市に昇格。(1市11県)
- 1989年12月2日 - 沂源県が淄博市に編入。(1市10県)
- 1992年12月7日 - 莒県が日照市に編入。(1市9県)
- 1994年12月17日 - 臨沂地区が地級市の臨沂市に昇格。

#### 臨沂市
- 1994年12月17日 - 臨沂地区が地級市の臨沂市に昇格。(3区9県)
  - 臨沂市が分割され、蘭山区・羅荘区・河東区が発足。
- 2003年5月13日 - 費県の一部が蘭山区に編入。(3区9県)
- 2011年1月23日 (3区9県)
  - 費県の一部が蘭山区に編入。
  - 郯城県の一部が羅荘区に編入。
  - 沂南県の一部が河東区に編入。
- 2011年11月 - 臨沭県の一部が河東区に編入。(3区9県)
- 2014年1月8日 - 蒼山県が蘭陵県に改称。(3区9県)

## 経済
山東省内では地理的要因などから、経済的な地位は長らく低迷していた。周辺の済南や青島、連雲港などからの鉄道や高速道路といった交通網が整備され、加えて人口の多い臨沂の市場が拡大するにつれ、経済発展の勢いが強くなった。
臨沂は気候が温和なことから農業や林業に適し、巨大な農業発展基地がいくつも建設されている。穀物、野菜、果物、落花生、にんにく、畜産品などが生産され、中国内外に売られている。また中国第三位の卸売市場や、800以上の農産物工場も作られている。
工業では建材業が盛んで品質が評価されており、建材業への外資の投資も多い。その他、紡績、食品、化学、薬品、機械、電子、採炭など鉱工業も盛んになっている。臨沂ハイテク産業開発区、臨沂経済開発区といった大型工業団地も建設されている。また陶芸など伝統的な手工業も歴史が長い。
2002年のGDPは710億人民元（160億米ドル）で、120億人民元は第一次産業から、340億人民元は第二次産業から、250億人民元は第三次産業からとなっている。

## 教育
- 臨沂大学
- 臨沂電大

## 観光
市内の中心は、1990年代に軍の兵舎跡に建設された人民広場である。東西500m、南北300mの大きな広場の地価はショッピングセンターやエンタテインメント施設が入っている。市中心部の北には、当地を本籍地(本貫)とする豪族王氏出身の書家・王羲之を記念した公園がある。
新中国建国後の十大発見の一つと呼ばれる竹簡孫子の出土した銀雀山漢墓のほか、以下のような名所がある。
- 華東烈士陵園（国家文物保護単位）
- 王羲之故居
- 諸葛亮故里
- 顔真卿故里
- 漢画像石墓
- 臨沂文廟
- 五賢祠
- 王祥故里
- 宝泉寺
- 集柳碑
- 顔林
- 左宝貴衣冠家
- 漢闕
- 荀子の墓
- 馬陵古戦場
- 孫鏜紀念館
- 王璟墓石刻造像
- 斉長城の穆陵関の遺跡
- 北溝頭古文化遺跡
- 馬鬐山紅襖軍起義旧跡
- 算聖・劉洪の故郷

## 交通
主要道路
- G2 京滬高速
- G25 長深高速
- G15-11 日蘭高速
- S27 沾臨高速
- S29 浜台高速
- S30 董梁高速
- S38 嵐曹高速
- 205国道
- 206国道
- 327国道
- 233国道

鉄道
- 臨沂駅（中国語版） - 新石線（中国語版）・棗臨線（中国語版）
- 臨沂東駅（中国語版） - 膠新線（中国語版）
- 臨沂北駅（中国語版） - 日蘭高速鉄道（中国語版）

## 出身者
- 諸葛亮（三国時代の蜀の政治家・軍略家）
- 曾子（孔子の弟子、『孝経』の著者）
- 荀子（戦国時代末の思想家・儒学者）
- 蒙恬（秦の武将）
- 琅邪王氏（琅琊王氏、東晋から南北朝時代にかけての中国の名門一族）
  - 王祥（二十四孝の登場人物の一人、「臥冰求鯉」の故事で知られる）
  - 王導（西晋及び東晋の政治家）
  - 王戎（竹林の七賢の一人）
  - 王羲之（書法家）
  - 王献之（書法家、王羲之の七男）
  - 王融（文学者）
  - 王志偉（学者）
- 琅邪顔氏
  - 顔之推（『顔氏家訓」の作者）
  - 顔真卿（書法家）
- 匡衡（前漢の学者、苦学で知られる）
- 劉洪（数学者・天文学者、乾象暦を編纂）
- 左宝貴（日清戦争時の軍人）
- 孫鏜（明代の武将、倭寇などと戦う）
- 王璟（明代の政治家）